# San Giusto a Balli
San Giusto a Balli, o semplicemente San Giusto, è una località del comune di Sovicille, nella provincia di Siena.
La località è composta da tre borgate principali: San Giusto, Pietriccio e La Costa.

## Storia
Il borgo di San Giusto è ricordato sin dall'epoca alto-medievale: in un documento del 2 febbraio 1078 la località con la propria pieve è confermata dalla contessa Matilde alla diocesi di Volterra. Insieme alle pievi di Pernina e di Molli e alla borgata di Santa Margherita in Personata, la località diede ospitalità a numerosi contadini e boscaioli, e nel XIII secolo è documentata una comunità stabile residente del borgo, come si legge nello statuto nel 1262.
Nel 1833 San Giusto a Balli contava 277 abitanti.

## Monumenti e luoghi d'interesse
L'edificio di maggiore interesse del borgo è la pieve dei Santi Giusto e Clemente, comunemente nota come pieve di San Giusto a Balli, una delle pievi più antiche del contado senese appartenenti della diocesi di Volterra. L'edificio originario medievale fu rimaneggiato sostanzialmente nel XVI secolo e le navate furono ridotte da tre a due. In stile romanico, di particolare interesse è l'abside in travertino.
Di fianco alla chiesa sorge l'edificio della canonica, dietro la quale si trovano un'antica vasca ed un pozzo risalente al periodo tra la fine del XII e gli inizi del XIII secolo.
La località di San Giusto a Balli è servita da un proprio cimitero.